# Stéphane Grappelli
Stéphane Grappelli (Parijs, 26 januari 1908 – aldaar, 1 december 1997) was een Franse jazzviolist.
Grappelli werd geboren in Parijs, als zoon van een Italiaanse filosofieleraar. Zijn moeder overleed toen hij vier jaar was. Toen de Eerste Wereldoorlog uitbrak, werd Grappelli senior opgeroepen en moest Grappelli naar een weeshuis. Na de oorlog woonden vader en zoon weer samen. Ze waren arm, maar toch kreeg Grappelli toen hij dertien was een viool van zijn vader. Hij leerde zichzelf piano- en vioolspelen. Op zijn vijftiende werkte hij al als pianobegeleider van stomme films om de eindjes aan elkaar te knopen. Hij deed vervolgens als autodidactisch violist en pianist toelatingsexamen voor het Parijse conservatorium. Hij studeerde daar van 1924 tot en met 1928.
In 1934 ontmoette hij gitarist Django Reinhardt in een nachtclub in Montparnasse. Ze improviseerden wat en vormden al snel de gipsyjazz-formatie Quintette du Hot Club de France, samen met Django's broer Joseph Reinhardt en Roger Caput op gitaar en Louis Vola op contrabas. Toen op 1 september 1939 de Tweede Wereldoorlog uitbrak, lag Grappelli in Londen in het ziekenhuis. Reinhardt reisde door naar Parijs en zo viel het kwintet uit elkaar. Tijdens de oorlog formeerde Grappelli een groep met pianist George Shearing. In 1946 kwam het kwintet weer bij elkaar, maar het zou de toppen van voor de oorlog niet meer halen.
Grappelli speelde vervolgens samen met vele grootheden uit de jazz, zoals Barney Kessel, Oscar Peterson, McCoy Tyner en Duke Ellington, maar ook met de violisten Jean-Luc Ponty en Yehudi Menuhin, zanger Paul Simon en mandolinespeler David Grisman. Menuhin merkte over zijn improvisatievermogen op: "Stéphane is als een jongleur die tien bordjes in de lucht gooit en ze ook allemaal weer opvangt."
Grappelli bleef tot ver in de tachtig vioolspelen. Toen hij 85 was geworden, wilde hij nog niets van pensioen weten; muziek was het enige dat hem gaande hield. Zijn laatste cd verscheen postuum. Hij overleed op 89-jarige leeftijd te Parijs na een hernia-operatie en werd begraven op de Parijse begraafplaats Père-Lachaise.

## Externe link

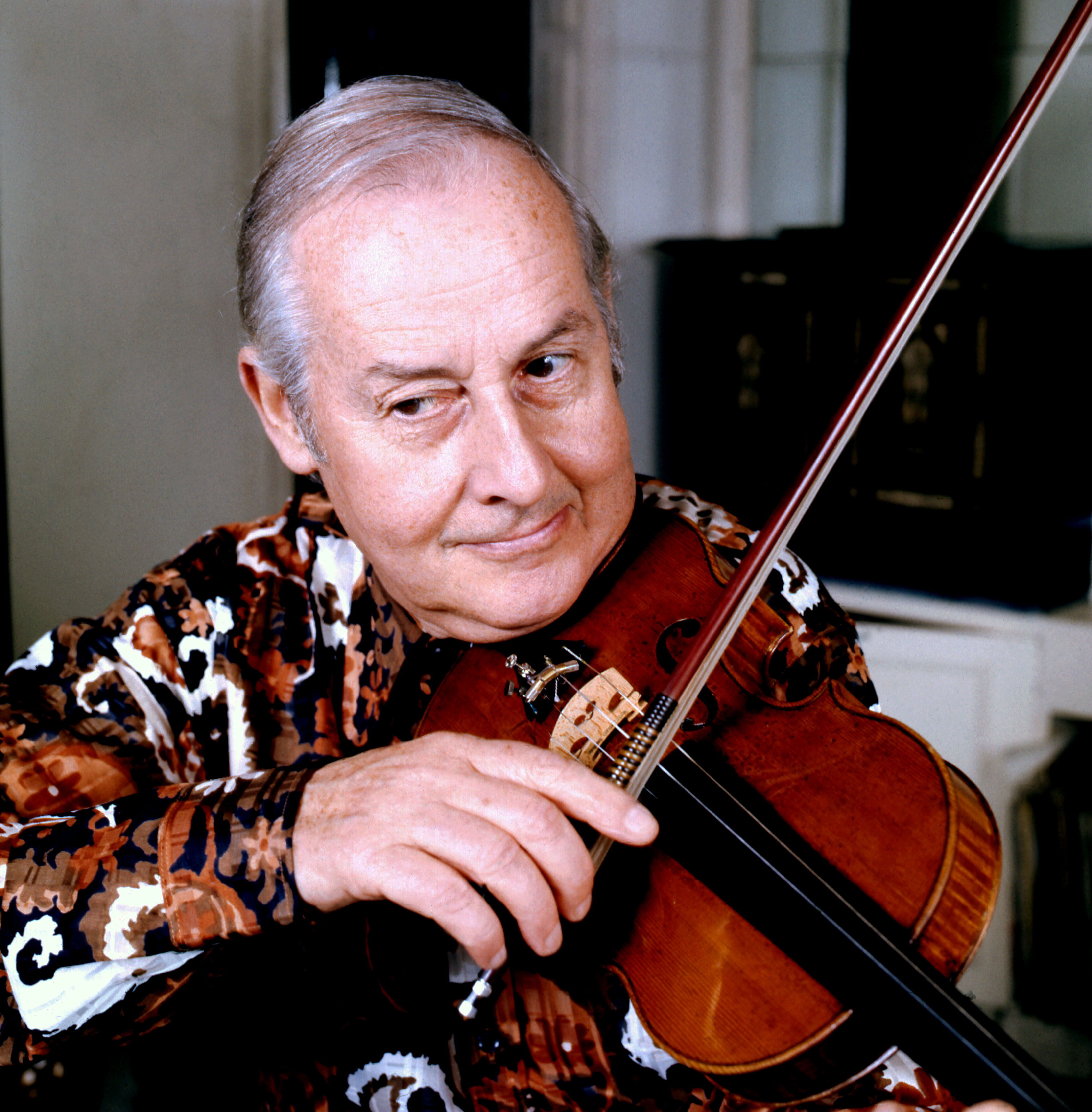
Stéphane Grappelli in 1976